# بخش درودزن
بخش درودزَن یکی از بخش‌های شهرستان مرودشت در استان فارس ایران است.
مرکز این بخش شهر رامجرد است.

## رتبه در استان
بخش درودزن پرجمعیت‌ترین بخش استان فارس می‌باشد.
لیست ۹ بخش پرجمعیت استان فارس که در آینده شهرستان خواهند شد.
- منبع:فهرست بخش‌های استان فارس

| ردیف | بخش                             | شهرستان   | جمعیت سال ۱۳۹۵ |
| ---- | ------------------------------- | --------- | -------------- |
| ۱    | بخش درودزن                      | مرودشت    | ۳۷٬۸۲۶         |
| ۲    | بخش جره و بالاده                | کازرون    | ۳۵٬۵۲۴         |
| ۳    | بخش سیدان                       | مرودشت    | ۳۲٬۸۵۰         |
| ۴    | بخش کامفیروز+بخش کامفیروز شمالی | مرودشت    | ۳۱٬۲۹۴         |
| ۵    | بخش ششده و قره بلاغ             | فسا       | ۳۰۷۰۲          |
| ۶    | بخش جنت                         | داراب     | ۲۹٬۸۵۲         |
| ۷    | بخش شیبکوه                      | فسا       | ۲۶٬۹۱۹         |
| ۸    | بخش میمند                       | فیروزآباد | ۲۴٬۸۸۵         |
| ۹    | بخش فورگ                        | داراب     | ۲۲٬۱۳۸         |

هم‌اکنون جمعیت بخش درودزن از ۵ شهرستان زیر بیشتر است
| ردیف | شهرستان  | مرکز      | جمعیت سال ۱۳۹۵ |
| ---- | -------- | --------- | -------------- |
| ۱    | بختگان   | آباده طشک | ۳۲٬۲۲۴         |
| ۲    | پاسارگاد | سعادت‌شهر  | ۳۰٬۱۱۸         |
| ۳    | جویم     | جویم      | ۲۵٬۰۸۱         |
| ۴    | بوانات   | بوانات    | ۲۷٬۲۸۹         |
| ۵    | سرچهان   | کره ای    | ۲۳٬۱۲۹         |

## تقسیمات کشوری
- بخش درودزن
  - دهستان ابرج
  - دهستان درودزن
  - دهستان رامجرد دو

شهر: رامجرد

## جمعیت
بنابر سرشماری مرکز آمار ایران، جمعیت بخش درودزن شهرستان مرودشت در سال ۱۳۹۵ برابر با ۳۷٬۸۲۶ نفر بوده‌است